# Blachman (tv-program)
"Jeg har fået alt for meget porno på den ene side og politisk korrekt puritanisme på den anden. Men hvad med poesien? Hvor blev den af? Kvindekroppen tørster efter ord. En mands ord. Det er derfor, jeg er her nu - for at påbegynde et meget nødvendigt stykke arbejde: Nemlig den noble ambition at ’repositivere’ kvindens syn på mandens syn på kvinden."
Blachman er et dansk tv-program med Thomas Blachman, tilrettelagt af Torben Steno og sendt på DR2 i 2013. Programmet var et samtaleprogram mellem to mænd. Tv-formatet var udviklet af Thomas Blachman selv.[kilde mangler] Programmet skabte en del debat, både nationalt og internationalt.

## Baggrund
Tilrettelæggeren Torben Steno havde tidligere lavet et DR2 samtaleprogram hvor to mænd talte sammen mens de betragtede. Det var programmet Steno & Stilling hvor Steno sammen med maler og billedhugger Kenn André Stilling opsøgte danske monumenter og mindesmærker. I Steno's oprindelige introduktion til programmet havde han skrevet "det at være dansk er blevet et individuelt og diffust begreb uden forankring og bevidsthed om de begivenheder og personer, der har formet nationen."
Som X Factor-dommer var Thomas Blachman respektet og frygtet for sine skarpe kommentarer.
Sjette sæson 2012/2013 af talentshowet sluttede med sidste program i marts.

## Programmet
Programmet Blachman blev sendt første gang på DR2 den 2. april 2013. Det var samtaleprogram mellem Blachman og en kendt mandlig gæst om for eksempel kønsroller. Med programserien ønskede Blachman at debattere "den moderne mand", som ifølge Blachman befinder sig i "det pikløse samfund". De seks afsnit gæstedes af modeskaberen Erik Brandt, komikeren og radioværten Simon Jul, designeren og multikunstneren Henrik Vibskov, sangeren Shaka Loveless, forfatteren Jan Sonnergaard og sexologen Sten Hegeler.

## Kontrovers
Hvad der skabte kontrovers og stor omtale var at samtalen foregik foran en tavs nøgen kvinde. Allerede før udsendelsen af programmet tog Dansk Kvindesamfund skarp afstand fra programmet, af frygt for at det ville føre til øget sexchikane.
I en anden kommentar til Blachmans program fortalte bloggeren Anne Sophia Hermansen at hun i 2012 var blevet kontaktet per telefon af programmets tilrettelægger Torben Steno der spurgte om hun ville medvirke som nøgenmodel. Hun anså konceptet for så latterligt og sexistisk, at hun troede at der var tale om en fuld mand eller idiot der mente det som en vittighed. Sammenhængen gik først op for hende ved DR2's annoncering af programmet. Hun var også kritisk over DR's markedsføring af programmet.
DR-redaktør Sofia Fromberg mente ikke at programmet var sexistisk. I stedet var programmet, ifølge hende, lavet for at gøre op med mediernes stereotype fremstilling af kvindekroppen og "skabt ud fra Blachmans mission om at repositivere kvindens syn på mandens syn på kvinden".
Også Torben Steno forsvarede programmet med "Det er ikke kvindefornedrende, det er en form for poesi. Det, Blachman kan og tør, som der ikke er ret mange andre, der tør, er at udstille sin egen usikkerhed. Der er intet resultat, intet facit".
I et efterfølgende interview kaldte en af de kvindelig modeller situationen for "vildt grænseoverskridende" og "en fantastiske oplevelse" og udtalte at Blachman og hans gæst var "utroligt anerkendende over for mig som kvinde".
Thomas Blachman selv forholdt sig relativt tavs i debatten, og svarede i første omgang på kritikken med blot en SMS sendt til BT, hvor han bl.a. skrev at programmet fylder et tomrum ud med noget der "ikke er sagt og gjort før af nogen mand".

## Modtagelse
Mange aviser gav første afsnit dårlige anmeldelser.
Berlingskes anmelder betegnede Blachman i Blachman som en "discount-udgave af Knud Romer" med en "pseudodybde" og "mange manierismer". Journalist Mikael Jalving kritiserede Blachman for at være "enerverende, for ikke at sige tå-krummende, at betragte" og betegnede ham som "en teenager på speed".
Uanset kontroversen og at første afsnit fik dårlige anmeldelser blev de fem første programmer de mest sete programmer på DR's webtjeneste fra 2/4 - 2/5-2013 idet programmerne fyldte alle top 5 pladser på nettet,
og ikke alle var kritiske efter at have set programmet. Således blev Annette Heick "slet ikke forarget" og kaldte programmet for "befriende",
mens forfatteren Christian Jungersen kaldte det "et usædvanligt smukt tv-program".
Flere kommentatorer hæftede sig ved at, frem for blot en udstilling af nøgne kvinder, var der også tale om en udstilling af manden.

## Yderligere effekt
Formatet for tv-programmet blev efterlignet af først Radio24syv og siden af svenske TV4.
I begge de tilfælde var der dog tale om to kvinder der diskuterede overfor en nøgen mand.
En måned efter premieren nåede omtalen af programmet også internationale medier.